# Рафидофора
Рафидофо́ра (лат. Rhaphidophora) — род вечнозелёных вьющихся растений семейства Ароидные (Araceae).
Род включает около 100 видов. Один из наибольших родов ароидных, представленных в тропической Азии.
Название берёт начало от греческих слов греч. rhaphis, rhaphidos — «игла» и pherd — «ношу» и связано с наличием у растений макроскопических (до 1 см длиной), похожих на иглы клеток в тканях.

## Ботаническое описание

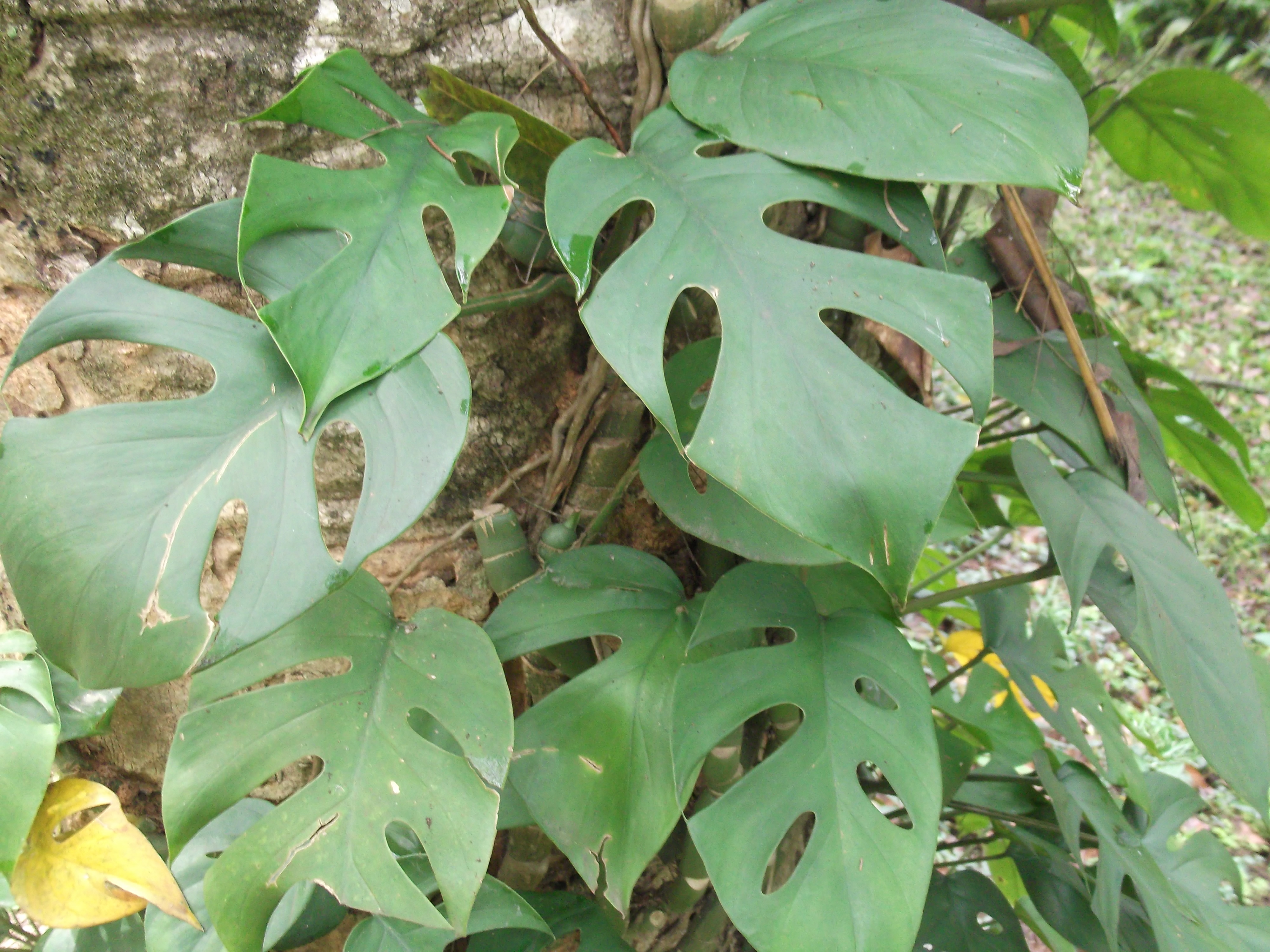
Raphidophora pertusa

Вьющиеся вечнозелёные растения, лианы, большие и маленькие, иногда огромные, литофиты, некоторые из них реофиты (растут в воде).

### Стебли
Жизненные формы растений по характеру стеблей можно разделить на три типа: 
- растения с лазающими неветвящимися и нецветущими стеблями, цепляющимися по всей своей длине, дающими начало свободным боковым цветущим стеблям;
- растения со всеми цепляющимися и цветущими стеблями;
- растения со всеми цепляющимися, но только с боковыми цветущими стеблями.

Междоузлия различной длины, разделёнными по-разному видимыми следами от опавших листьев. Стебли гладкие и шероховатые, у взрослых растений полуодревесневшие или пробковые или с характерной от матовой до полублестящей бледно-коричневой бумагоподобной эпидермой, с или без волокон от протофиллов, катафиллов и листовых влагалищ на верхушках или на поверхности новых междоузлий, изредка катафиллы и профиллы выделяют чёрный латекс, позже высыхающий и остающийся на черешках в виде похожих на пергамент фрагментов. У некоторых видов появляются длинные питающие стебли, достигающие земли, там укореняющиеся и взбирающиеся снова на опору.
Катафиллы и профиллы от полукожистых до чешуйчатых, быстро засыхают и опадают.

### Листья
Черешки длинные, коленчатые, с продольными ложбинками, гладкие.
Листовые пластинки от ланцетовидных до овальных в очертании, клиновидные или сердцевидные в основании, от острых до заострённых на вершине, перистые или цельные, иногда в дырках, если перистые, то листочки от перисторассечённых до перистосложных; от получешуйчатых до кожистых. Центральная жилка часто более-менее голая между сегментами.
Центральная жилка сверху обычно заметно выпуклая и заметно утопленная, иногда вровень с поверхностью листа, изредка приподнятая снизу. Жилкование перистокраевое. Вторичные боковые жилки в основном параллельны первичным и иногда неотличимы от них, но обычно менее заметные и при высыхании более бледные, обычно гладкие. Вторичное жилкование от полосчатого до сетчатого, третичные жилки иногда участвуют в составлении сетчатого узора.

### Соцветие
Соцветия верхушечные, единичные и в числе нескольких. Цветоножка от цилиндрической до сжатой с боков.
Покрывало от овального до формы узкого или широкого каноэ, сильно- или слабо-крючковатое, едва приоткрытое перед цветением и почти плоское в мужскую фазу цветения, затем опадающее, иногда сохраняющееся в начальной фазе созревания плодов, изредка засыхающее и остающееся постоянно, грязно-белое, зеленоватое, кремовое или жёлтое.
Початок от полушаровидного до булавовидно-цилиндрического, цилиндрического или веретенообразного, сидячий или на ножке, часто косо сидящий на цветоножке, сужающийся к вершине, двудомный, голый. Верхняя и самая нижняя часть початка бесплодная; наивысшая часть состоит из рассеянных или сросшихся между собой цветков и представляет собой рудиментарный придаток.
Завязь одно-двухгнёздная, более-менее сжатая с двух сторон снизу, верхняя часть более-менее цилиндрическая и по-разному наклонённая, чаще всего ромбо-гексагональная; семяпочки в числе от нескольких до многих, анатропные, ножка семяпочки длинная. Область столбика хорошо развита, обычно более широкая, чем завязь, усечённая на верхушке, изредка удлинённо-коническая. Рыльце липкое в мужскую фазу цветения, широкоовальное или продолговатое, с периферической или продольной ориентацией. Тычинок 4—6; нити ремневидные, пыльники обычно заметно высовываются между завязями в мужскую фазу цветения, редко не высовываются и пыльца высыпается между завязями; пыльцевой мешок лопающийся вдоль.

### Плоды
Соплодие с увеличенными областями столбиков. Семена продолговатые, оболочка тонкая, гладкая, зародыш осевой, эндосперм мясистый.
Число хромосом 2n=60, 120 (42,54,56).

## Распространение
Распространены от западной части тропической Африки до западной части Тихого океана. Встречаются в Гималаях (от Юго-Восточного Непала до Северо-Восточного Вьетнама), Западной Малайзии (включая самую южную полуостровную часть Таиланда), на Филиппинах и в Восточной Малайзии.
Растут в субтропических и влажных тропических лесах, от равнин до среднего пояса гор.

## Практическое использование
Некоторые виды разводятся в декоративных целях.
Препараты из высушенных листьев и стеблей Рафидофоры низбегающей (Rhaphidophora decursiva) показали активность в борьбе с возбудителем малярии plasmodium falciparum.

## Классификация

### Виды
Некоторые виды:
- Rhaphidophora acuminata Merr.
- Rhaphidophora decursiva (Roxb.) Schott — Рафидофора низбегающая
- Rhaphidophora glauca (Wall.) Schott — Рафидофора сизая
- Rhaphidophora hayi P.C.Boyce & Bogner
- Rhaphidophora korthalsii Schott — Рафидофора большая, или Рафидофора стебельчатая
- Rhaphidophora lacera Hassk. typus
- Rhaphidophora puberula Engl.
- Rhaphidophora tetrasperma (Hook.f.) Schott — Рафидофора тетрасперма